# 千葉連隊区
千葉連隊区（ちばれんたいく）は、大日本帝国陸軍の連隊区の一つ。前身は佐倉大隊区である。千葉県全域の徴兵・召集等兵事事務を担任した。佐倉連隊区の名称で発足したが、1931年（昭和6年）からは千葉連隊区に改称された。1945年（昭和20年）、同域に千葉地区司令部が設けられ、地域防衛体制を担任した。

## 沿革
1888年（明治21年）5月14日、大隊区司令部条例（明治21年勅令第29号）により佐倉大隊区が設置され、その管轄区域は陸軍管区表（明治21年5月14日勅令第32号）により千葉県全域となり第一師管第二旅管に属した。
1896年（明治29年）4月1日、佐倉大隊区は連隊区司令部条例（明治29年勅令第56号）によって連隊区に改組された。陸軍管区表（明治29年3月16日勅令第24号）により定められた管轄区域は千葉県全域で、この区域は終戦まで変わらない。この時は近衛師管に属した。1899年（明治32年）4月1日、近衛師管が廃止され、佐倉連隊区は再び第一師管に属した。1903年（明治36年）2月14日、再び師管と連隊区の間に旅管が設けられ、佐倉連隊区は第一師管第二旅管に属した。
日本陸軍の内地19個師団体制に対応するため陸軍管区表が改正（明治40年9月17日軍令陸第3号）され、1907年（明治40年）10月1日に施行されたが、佐倉連隊区では変更はなかった。
1925年（大正14年）4月6日、日本陸軍の第三次軍備整理に伴い陸軍管区表が改正（大正14年軍令陸第2号）され、同年5月1日、旅管は廃され引き続き第一師管の所属となった。
1931年（昭和6年）1月1日、名称を千葉連隊区に改称した。
1940年（昭和15年）8月1日、それまで師団番号による師管区名であったのを地名による東京師管と改め、千葉連隊区はそれに属した。また、師管の上に軍管区が設けられた。千葉連隊区の属する東京師管は東部軍管区に属した。
1945年には作戦と軍政の分離が進められ、軍管区・師管区に司令部が設けられたのに伴い、同年3月24日、連隊区の同域に地区司令部が設けられた。地区司令部の司令官以下要員は連隊区司令部人員の兼任である。同年4月1日、東京師管は東京師管区と改称された。

## 司令官
佐倉大隊区
- （心得）竹中安太郎 歩兵大尉：1888年5月14日 -
- 岡泰卿 歩兵少佐：1895年7月28日[9] -
- 太田貞固 歩兵中佐：1896年1月11日[10] -

佐倉連隊区
- 太田貞固 歩兵中佐：不詳 - 1896年4月8日[11]
- 尾上貞固 歩兵少佐：1896年4月11日[12] -
- 加島義質 歩兵中佐：1896年9月26日 - 1902年1月1日
- 小野崎静通 歩兵少佐：1902年1月1日 - 1903年4月4日
- 馬場鉾之助 歩兵少佐：1903年4月4日 - 1906年3月6日
- 田辺元次郎 歩兵少佐：1906年3月6日 - 1908年10月31日
- 長堀均 歩兵中佐：1908年10月31日 - 1910年10月16日
- 香取彦猪 歩兵少佐：1910年10月16日 - 1912年9月28日
- 黒田善治 歩兵中佐：1912年9月28日 - 1914年8月10日
- 長谷川猪三郎 歩兵中佐：1914年8月10日 - 1916年4月1日
- 木藤弥太郎 歩兵中佐：1916年4月1日 - 1918年7月24日[13]
- 園田成憲 歩兵大佐：1918年7月24日[13] -
- 藤田鴻輔 歩兵大佐：1921年3月11日[14] - 1922年8月15日[15]
- 二宮季夫 歩兵大佐：1922年8月15日[15] -
- 森下千一 歩兵大佐：1924年8月20日 - 1924年12月15日[16]
- 林繁樹 歩兵大佐：1924年12月15日[16] -

千葉連隊区
- 沼田徳重 歩兵大佐：1933年12月20日 - 1936年8月1日
- 森村経太郎 歩兵大佐：1936年8月1日 - 1937年8月2日[17]
- 榎本宮 歩兵大佐：1937年8月2日 - 1939年3月9日[18]
- 目賀田周之助 大佐：1940年9月16日 - 1945年3月31日
- 芦塚長蔵 少将：1945年3月31日 - 終戦（地区司令官を兼ねる。）